# AGM-45 Shrike
«Шрайк» (общевойсковой индекс — AGM-45, словесное название — Shrike, «сорокопут») — американская противорадиолокационная ракета. Разработана инженерами Испытательной станции вооружения ВМС США в Чайна-Лейк в 1963 году; первая в мире противорадиолокационная ракета, принятая на вооружение. За основу (головка наведения и корпус ракеты) взята ракета AIM-7 «Спэрроу». Снята с вооружения в США в 1992 году. Заменена ракетой AGM-88 HARM, ALARM.

## История
Разработка ракеты была начата по инициативе ВМC США в 1958 году. Поводом стали сведения о широком развертывании в СССР зенитных ракетных комплексов С-75, представлявших в то время значительную опасность для военных самолётов. В качестве средства противодействия инженеры Испытательной станции вооружения предложили разработать ракету с пассивным радиолокационным самонаведением, которая фиксируя фон излучаемый наземными радиолокационными средствами могла бы использоваться самолётами тактической авиации для эффективного подавления радаров ЗРК.
Для удешевления проекта ракета делалась на базе уже имеющейся в производстве ЗУР AIM-7 Sparrow. Двигатель ракеты был уменьшен, но при этом существенно увеличена боевая часть. Полуактивная головка самонаведения была заменена пассивной, настроенной на обнаружение частот работы радара сопровождения цели ЗРК С-75. В 1963 году, ракета получила обозначение AGM-45, а в серийное производство была запущена в 1965 году.

## Задействованные структуры
В разработке и производстве ракет «Шрайк» были задействованы следующие структуры:
Подрядчики первой очереди (государственный сектор)
- Ракетный комплекс в целом, бортовой вычислитель системы управления ракетным вооружением, боевая часть ракеты, ракеты с инертной боевой частью (болванкой), контрольно-проверочное, погрузочно-разгрузочное и другое вспомогательное оборудование — Испытательная станция[англ.] Главного управления вооружения ВМС США в Чайна-Лейк, Керн, Калифорния;
- Предохранительно-исполнительный механизм — Оружейная лаборатория[англ.] Главного управления вооружения ВМС США в Короне, Риверсайд, Калифорния (разработка и опытное производство);
- Взрыватель Mk 330 — Мейконский оружейный завод ВМС США, Мейкон, Джорджия.

Подрядчики первой очереди (частный сектор)
- Ракетный двигатель — North American Aviation, Inc., Rocketdyne Division, Мак-Грегор, Техас / Канога-Парк, Калифорния; Aerojet-General Corp., Сакраменто / Азуса, Калифорния;
- Система управления вооружением самолёта — Texas Instruments, Inc., Даллас, Техас;
- Головка самонаведения ракеты и автопилот — Texas Instruments, Inc., Даллас, Техас; Sperry Rand Corp., Sperry Farragut Division, Бристол, Теннесси;
- Антенна радиолокатора — Radiation Systems, Inc., Александрия, Виргиния; Texas Instruments, Inc., Даллас, Техас;
- Блок электроники взрывателя Mk 2-0 — ITT Corp., Federal Laboratory Division, Форт-Уэйн, Индиана;
- Следящий радиолокационный координатор цели (антенны каналов визирования цели Mk 25 и Mk 26) — Sanders Associates, Inc.[англ.], Нашуа, Нью-Гэмпшир.

Субподрядчики
- Пороховой аккумулятор давления — Amoco Chemicals Corp., Сеймур, Индиана;
- Аккумуляторные батареи — Eureka Williams Co.[англ.], Блумингтон, Иллинойс;
- Головной обтекатель — Brunswick Corp., Марион, Виргиния;
- Литые металлические детали — H&S Metal Products Co., Лос-Анджелес, Калифорния.

Поставщики оборудования и деталей (государственный сектор)
- Компьютер бортовой системы наведения со встроенной контрольно-проверочной аппаратурой — Исследовательский центр авионики ВМС США[англ.] в Индианаполисе, Индиана;
- Боевая часть (снаряжение взрывчатым веществом и сборка) — Йорктаунский оружейный завод ВМС США[англ.], Йорктаун, Виргиния.

Поставщики оборудования и деталей (частный сектор)
- Набор металлических деталей боевой части — Wil-Jo Manufacturing Co., Монровия, Калифорния; Milton Machine Corp., Куинси, Массачусетс;
- Транспортный контейнер — Conco Engineering Works, Inc., Мендота, Иллинойс;
- Головной отсек — Rois Manufacturing Co., Филадельфия, Пенсильвания;
- Деннаж — Nu-Pak Co., Парксберг, Пенсильвания;
- Предохранительно-исполнительный механизм — Maxson Electronics Corp., Мейкон, Джорджия (производство).

## Тактико-технические характеристики
- Дальность — 52 км
- Скорость полёта — 1000 м/с

## Модификации

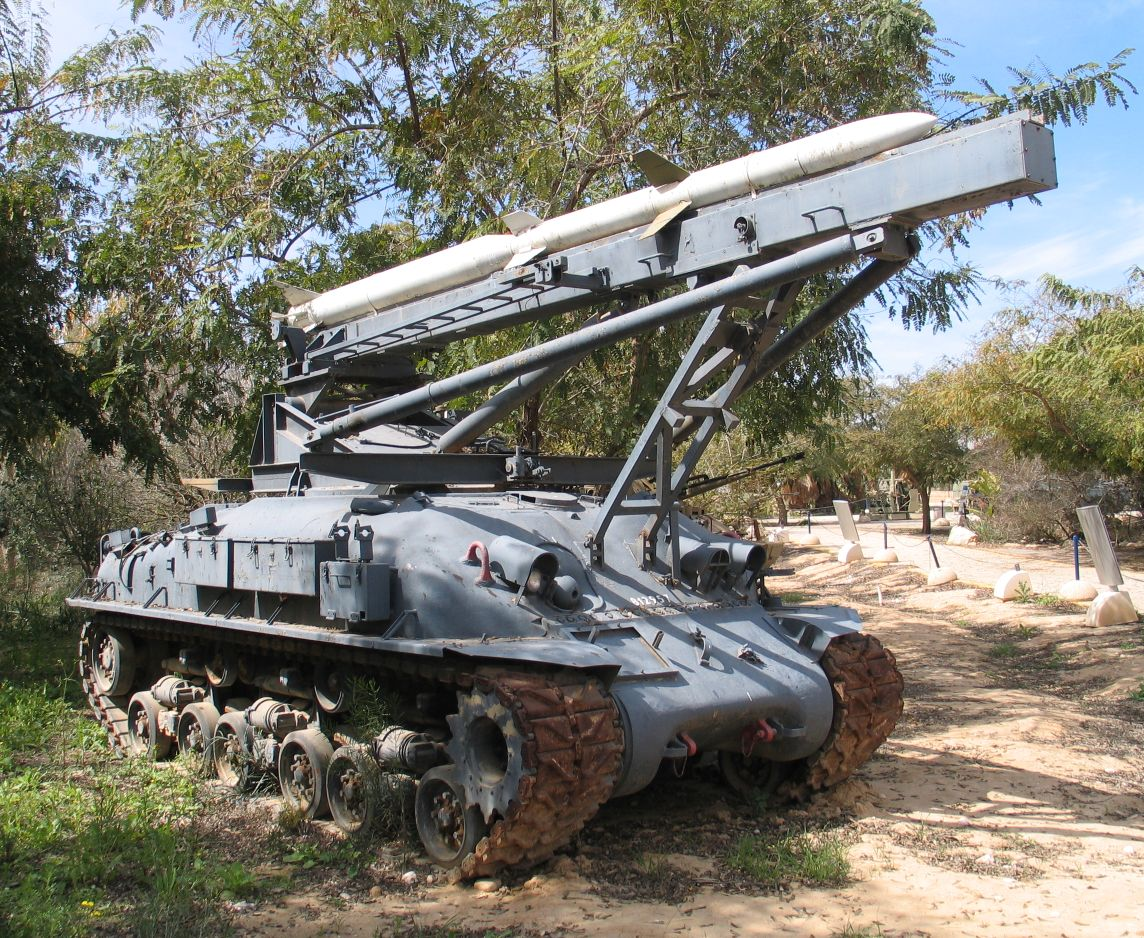
«Килшон»

Армия обороны Израиля разработала вариант «Шрайка» под названием «Килшон» (Kilshon, израильское «Трезубец» (англ. Trident)), с возможностью запуска с земли или с шасси M4 «Шерман». Для этого ракету дополнительно оснастили стартовым ускорителем, разгоняющим ракету на стартовом участке полёта до необходимой скорости.

## Использование
Ракеты активно использовались во время Вьетнамской войны и в многочисленных войнах на Ближнем Востоке. Основной их задачей было подавление стационарных и мобильных РЛС зенитных ракетных комплексов, прикрывавших различные объекты.
Несмотря на выявившиеся в ходе эксплуатации многочисленные недостатки, они показали себя достаточно эффективно против таких зенитно-ракетных комплексов как, например, С-75 «Двина», хотя и стали поводом для активного совершенствования алгоритмов работы советского ЗРК и тактики его боевого применения в условиях противодействия ПРР. Обычной практикой применения ракеты был запуск её по баллистической траектории в район предполагаемого расположения РЛС противника. Пройдя пик траектории, ракета активировала свою ГСН и начинала поиск работающей РЛС противника. Угол сканирования локатора «Шрайка» был невелик, поэтому применение ракеты требовало точного прицеливания и запуска её почти точно в направлении радара.
Другим недостатком «Шрайка» было наличие сравнительно примитивной пассивной радиолокационной ГСН, рассчитанной на обнаружение лишь в узком диапазоне частот. Чтобы компенсировать этот недостаток, было разработано множество модификаций ракет с различными ГСН, настроенными на различные частоты. Боевой вылет со «Шрайками» требовал предварительной разведки рабочих частот РЛС противника, чтобы лётчики могли укомплектовать свои самолёты именно теми модификациями ракеты, которые работали на этих частотах.
Поздние модификации «Шрайка» имели самонастраиваемую ГСН, способную автоматически настраиваться на нужную частоту сканирования, и использовали помимо боевых зарядов также и сигнальные, начинённые белым фосфором, которые позволяли даже в случае промаха ракеты указать расположение РЛС противника союзным самолётам.
Помимо Вьетнамской войны, ракеты также использовались Израилем в 1973 году и Великобританией в конфликте за Фолклендские Острова (в последнем случае дважды ракеты запускались со стратегических бомбардировщиков Avro Vulcan по двум РЛС AN/TPS-43, безрезультатно).

## Оценка
Хотя ракета была первым сравнительно эффективным противорадиолокационным оружием, применённым на поле боя, она оказалась слишком уязвима для простых мер противодействия — выключения радара, переключения его на эквивалент или перестройки частоты РЛС. Кроме того, примитивная ГСН ракеты была жёстко запрограммирована лишь на узкий набор частот, что привело к появлению множества модификаций, отличавшихся только конструкцией системы самонаведения. Единственным способом эффективно поразить работающий на переменных частотах радар, было иметь на подвесках несколько разных модификаций ракеты и запускать их залпом. Это создавало трудности в снабжении войск и приводило к значительному перерасходу ракет.
В итоге, все названные недостатки привели к разработке более совершенных систем, лишённых этих недостатков, сначала AGM-78 Standard ARM затем AGM-88 HARM. Всего было выпущено порядка 24000 ракет AGM-45.